# Selmer (Tennessee)
Selmer es un pueblo ubicado en el condado de McNairy en el estado estadounidense de Tennessee. En el Censo de 2010 tenía una población de 4.396 habitantes y una densidad poblacional de 173,32 personas por km².

## Geografía
Selmer se encuentra ubicado en las coordenadas 35°10′17″N 88°35′47″O / 35.17139, -88.59639. Según la Oficina del Censo de los Estados Unidos, Selmer tiene una superficie total de 25.36 km², de la cual 25.31 km² corresponden a tierra firme y (0.21%) 0.05 km² es agua.

## Demografía
Según el censo de 2010, había 4.396 personas residiendo en Selmer. La densidad de población era de 173,32 hab./km². De los 4.396 habitantes, Selmer estaba compuesto por el 81.87% blancos, el 14.56% eran afroamericanos, el 0.32% eran amerindios, el 0.5% eran asiáticos, el 0% eran isleños del Pacífico, el 0.68% eran de otras razas y el 2.07% pertenecían a dos o más razas. Del total de la población el 2.07% eran hispanos o latinos de cualquier raza.